# سیارک ۲۴۲۰۰
سیارک ۲۴۲۰۰ (به انگلیسی: 24200 Peterbrooks، نامگذاری:1999XB40) بیست و چهار هزار و دویستمین سیارک کشف شده‌است که در ۶ دسامبر ۱۹۹۹ کشف شد.
قدر مطلق سیارک برابر ۲۰.۴ است.